# Ludvík Svoboda
Ludvík Svoboda (ur. 25 listopada 1895 w Hroznatinie, zm. 20 września 1979 w Pradze) – czechosłowacki wojskowy w stopniu generała armii, działacz komunistyczny i polityk. W latach 1944–1945 dowódca I Czechosłowackiego Korpusu Armijnego walczącego na froncie wschodnim II wojny światowej. Minister obrony narodowej Czechosłowacji w latach 1945–1950, wieloletni członek Komitetu Centralnego Komunistycznej Partii Czechosłowacji, wicepremier Czechosłowacji w latach 1950–1951. Prezydent Czechosłowackiej Republiki Socjalistycznej w latach 1968–1975. Trzykrotny Bohater Czechosłowackiej Republiki Socjalistycznej (1965, 1970, 1975), Narodowy Bohater Jugosławii (1946) i Bohater Związku Radzieckiego (1965).

## Życiorys

### Młodość i I wojna światowa
Urodził się w chłopskiej rodzinie we wsi Hroznatin jako syn Jana (1862–1896) i Františky (ur. 1868). W 1915 ukończył studia w Wyższej Szkole Rolniczej. W czerwcu 1915 został powołany do służby w Armii Austro-Węgierskiej. Wysłano go na front wschodni. 18 września tego samego roku w okolicach Tarnopola dostał się do niewoli rosyjskiej. Przebywał w obozie jenieckim w Darnicy, niedaleko Kijowa.
5 sierpnia 1916 zgłosił się do służby w Korpusie Czechosłowackim, walczącym u boku wojsk rosyjskich przeciwko siłom państw centralnych. W szeregach tej formacji wziął udział także w rosyjskiej wojnie domowej po stronie Białych. Walczył w bitwach pod Zborowem i Bachmaczem oraz w starciach o obronę Kolei Transsyberyjskiej przed Armią Czerwoną. 6 lutego 1919 mianowany kapitanem. W 1920 w tej randze przybył do Czechosłowacji.

### Dwudziestolecie międzywojenne
Po powrocie do kraju został zdemobilizowany i zajął się prowadzeniem rodzinnego gospodarstwa rolnego. W 1921 rozpoczął służbę w Wojsku Czechosłowackim. Został przydzielony do 36. pułku w stopniu kapitana. W 1923 zawarł związek małżeński, z którego miał syna i córkę. Jego syn Miroslav (ur. 1924) został w 1942 zamordowany przez Niemców.
Podczas swojej służby ukończył szereg kursów podnoszących kwalifikacje. Zdał egzamin z języka i literatury węgierskiej na Uniwersytecie Komeńskiego w Bratysławie. W latach 1931–1934 był wykładowcą w Akademii Wojskowej w Hranicach. W 1934 został awansowany do stopnia podpułkownika i otrzymał przeniesienie do 3. pułku w Kromieryżu. Był dowódcą batalionu i szkolił oficerów rezerwy.
Po rozpoczęciu okupacji Czech przez Niemców i powołaniu marionetkowego Protektoratu Czech i Moraw na krótko zaangażował się w działalność konspiracyjnej organizacji Obrona Narodu. Jako zagrożony aresztowaniem Gestapo w czerwcu 1939 nielegalnie przedostał się do Polski. Został mianowany zastępcą dowódcy Legionu Czechów i Słowaków, utworzonego z żołnierzy czeskich i słowackich, walczącego przeciw Niemcom podczas kampanii wrześniowej.

### II wojna światowa
Po klęsce wrześniowej znalazł się w Związku Radzieckim, gdzie został internowany. Od 1942 był organizatorem i dowódcą jednostek czechosłowackich formowanych w ZSRR, walczących na froncie wschodnim u boku Armii Czerwonej przeciwko Niemcom. Został dowódcą, kolejno: 1 Czechosłowackiego samodzielnego batalionu polowego, 1 Czechosłowackiej Samodzielnej Brygady oraz od września 1944 I Czechosłowackiego Korpusu Armijnego. W grudniu 1943 Svoboda został awansowany przez emigracyjnego prezydenta Czechosłowacji Edvarda Beneša do stopnia generała brygady.
Jesienią 1944 dowodził oddziałami czechosłowackimi podczas ofensywy dukielskiej. Następnie walczył na Słowacji i na Morawach.

### Okres powojenny
W maju 1945 otrzymał awans na generała dywizji, a w sierpniu generała armii. Od 4 kwietnia 1945 był ministrem obrony narodowej Czechosłowacji.
Od października 1948 był członkiem Komunistycznej Partii Czechosłowacji, w latach 1948–1949 i od 1968 do 1976 członek Komitetu Centralnego tej partii. W latach 1950–1951 pełnił funkcję przewodniczącego Państwowej Komisji Kultury Fizycznej i Sportu oraz wicepremier.
8 września 1951 został pod fałszywymi zarzutami usunięty ze wszystkich stanowisk i zwolniony z wojska. Pracował w spółdzielni rolniczej. W listopadzie 1952 został na krótko aresztowany pod zarzutem przygotowywania zamachu stanu. W 1954, głównie z inicjatywy Nikity Chruszczowa, został zrehabilitowany. Powrócił do służby wojskowej i otrzymał stanowisko rektora Akademii Wojskowej im. Klementa Gottwalda, które sprawował w latach 1954–1958. Następnie przebywał na emeryturze. Od 1948 do 1968 zasiadał w czechosłowackim parlamencie. Był wiceprzewodniczącym Związku Bojowników Antyfaszystowskich i Związku Przyjaźni Czechosłowacko-Radzieckiej. Pracował nad wspomnieniami w Wojskowym Instytucie Historycznym. Tam właśnie wydał swoje wspomnienia pt. Z Buzułuku do Pragi (w Polsce książka ukazała się nakładem Wydawnictwa MON). Poświęcił się też interwencjom na rzecz rehabilitacji niesprawiedliwie prześladowanych żołnierzy.
30 marca 1968 objął urząd prezydenta Czechosłowacji w miejsce skompromitowanego Antonína Novotnego. Stało się to na wniosek I sekretarza KPCz Alexandra Dubčeka. Jako prezydent nie miał wielkiego wpływu na politykę, jednak popierał program reform liberalizujących ustrój kraju, opowiadał się też za rehabilitacją osób niesłusznie skazanych w latach 50., zwłaszcza bojowników ruchu oporu podczas okupacji niemieckiej.
22 marca 1973 ponownie został wybrany na urząd prezydenta. Nasilały się jednak problemy zdrowotne generała. W maju 1975 został usunięty ze stanowiska dzięki noweli konstytucyjnej, pozwalającej obrać nowego prezydenta w przypadku niemożności wypełniania funkcji przez dotychczasowego. Zastąpił go wtedy Gustáv Husák.

## Pochówek
Pochowany został z wojskowymi i państwowymi honorami, w otoczeniu tysięcy ludzi, którzy przyszli go pożegnać jako bohatera narodowego. Urna z jego prochami została umieszczona w Narodowym Miejscu Pamięci na Žižkovie w Pradze. W 1993 jego szczątki przeniesiono i umieszczono w grobowcu rodzinnym w Kromieryżu.

## Ordery, odznaczenia i wyróżnienia
- Złota Gwiazda Bohatera Czechosłowackiej Republiki Socjalistycznej – trzykrotnie (24 listopada 1965, 30 kwietnia 1970, 30 maja 1975)
- Order Sokoła z mieczami (Czechosłowacja)
- Czechosłowacki Wojskowy Order Lwa Białego „Za zwycięstwo” (1945)
- Order Klementa Gottwalda – trzykrotnie (1959, 1970, 1975)
- Order Słowackiego Powstania Narodowego I klasy
- Order 25 lutego I stopnia
- Order Zwycięstwa Lutowego
- Krzyż Wojenny Czechosłowacki (1914–1918)
- Krzyż Wojenny Czechosłowacki 1939 – trzykrotnie
- Czechosłowacki Medal za Odwagę w Obliczu Nieprzyjaciela
- Medal pamiątkowy drugiego powstania narodowego
- Zborowski Medal Pamiątkowy
- Bachmaczewski Medal Pamiątkowy
- Sokołowski Medal Pamiątkowy
- Wielki Oficer Orderu Legii Honorowej (Francja)
- Krzyż Wojenny 1939–1945 (Francja)
- Order Narodowego Bohatera Jugosławii (1946, Jugosławia)
- Złota Gwiazda Orderu Zasługi dla Narodu (Jugosławia)
- Krzyż Wielki Orderu Wojennego Virtuti Militari (1947, Polska)[15]
- Krzyż Wielki Orderu Odrodzenia Polski (1969, Polska)
- Order Krzyża Grunwaldu I klasy (1948, Polska)
- Medal za Warszawę 1939–1945
- Medal za Odrę, Nysę, Bałtyk
- Medal Zwycięstwa i Wolności 1945
- Wielka Komandoria Legii Zasługi (1945, Stany Zjednoczone)
- Krzyż Komandorski Orderu Łaźni (Wielka Brytania)
- Order Zasługi I klasy (1950, Węgry)
- Krzyż Świętego Jerzego III klasy (1917, Imperium Rosyjskie)
- Krzyż Świętego Jerzego IV klasy (1917, Imperium Rosyjskie)
- Medal „Złota Gwiazda” Bohatera Związku Radzieckiego (24 listopada 1965)
- Order Lenina – dwukrotnie (1943, 1965 ZSRR)
- Order Rewolucji Październikowej (1970, ZSRR)
- Order Suworowa I stopnia (1945)
- Order Suworowa II stopnia (1943)
- Medal „Za zwycięstwo nad Niemcami w Wielkiej Wojnie Ojczyźnianej 1941–1945” (1945)
- Medal „Za wyzwolenie Pragi” (1945)
- Międzynarodowa Leninowska Nagroda Pokoju (1970)
- Honorowy obywatela Krakowa (tytuł odebrany w latach 90.)[16]

## Upamiętnienie
- 16 marca 2013 w Hroznatínie, miejscu urodzin Ludvíka Svobody, odsłonięto pomnik generała. Powstał on dzięki staraniom lokalnych władz samorządowych[17].
- 4 października 1989 na Placu Wolności w Svidníku odsłonięto liczący ponad 4 metry brązowy pomnik generała Ludvíka Svobody[18][19].
- Poświęcony jego pamięci kamień pamiątkowy znajduje się w Popradzie.
- W 1976 odsłonięto w Kromieryżu tablicę pamiątkową, na budynku w którym generał Svoboda mieszkał z rodziną.
- W 1985 w Hroznatínie, w domu narodzin Ludvíka Svobody, utworzono izbę pamięci i muzeum poświęcone jego osobie. Muzeum zostało zlikwidowane w 1992, jednak miejsce narodzin prezydenta Czechosłowacji ciągle pozostaje ważnym obiektem, wpisanym na listę obiektów kulturalnych Czech. Znajduje się tam też brązowa tablica pamiątkowa, odsłonięta w 1980[20].
- Z plebiscycie Největší Čech zorganizowanym w 2005 przez Česká televize zajął 72. miejsce[21].
- Jest honorowym obywatelem: Pragi[22], Pilzna[23], Brna[24] i Ostrawy[25].

## Galeria

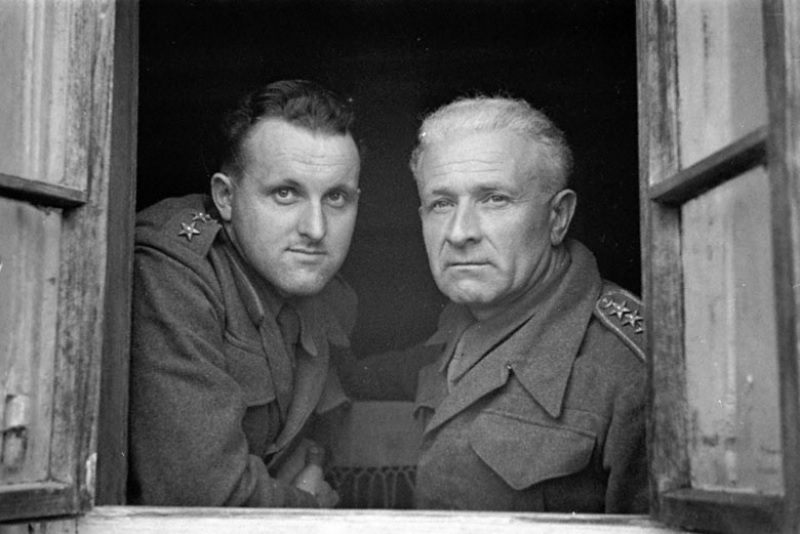
ppłk Ludvík Svoboda i kpt. Bohumír Lomský w 1941 (zdjęcie wykonane w ZSRR)
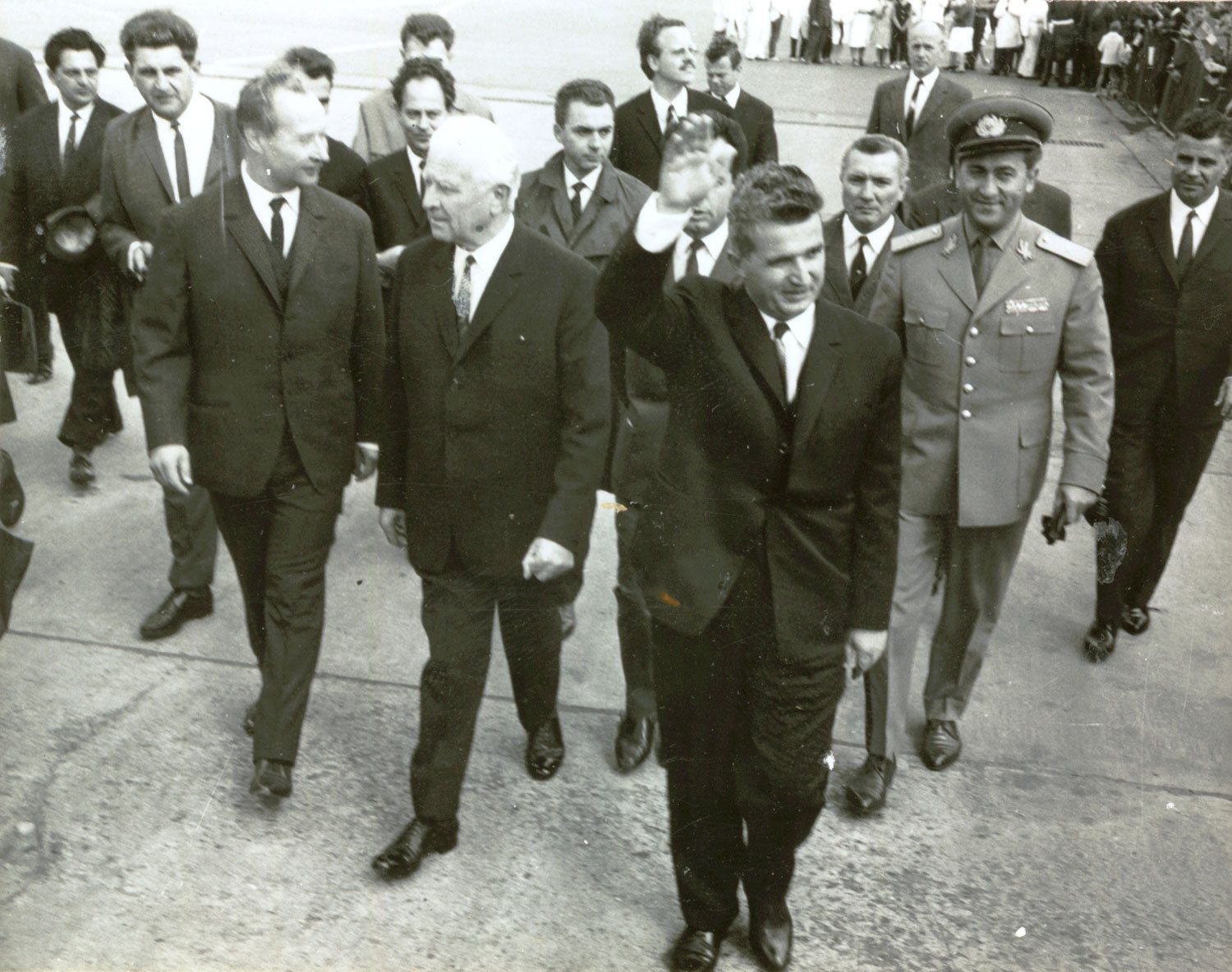
Svoboda i Alexander Dubček w sierpniu 1968, podczas oficjalnej wizyty w Czechosłowacji rumuńskiego przywódcy Nicolae Ceaușescu
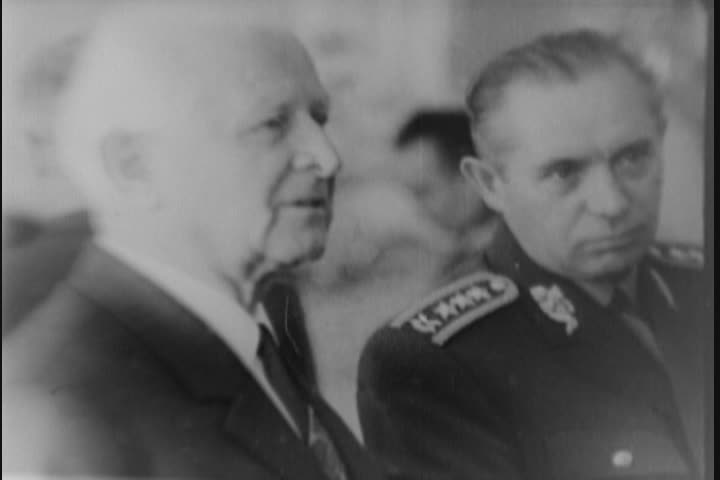
Svoboda i czechosłowacki minister obrony narodowej Martin Dzúr we wrześniu 1968
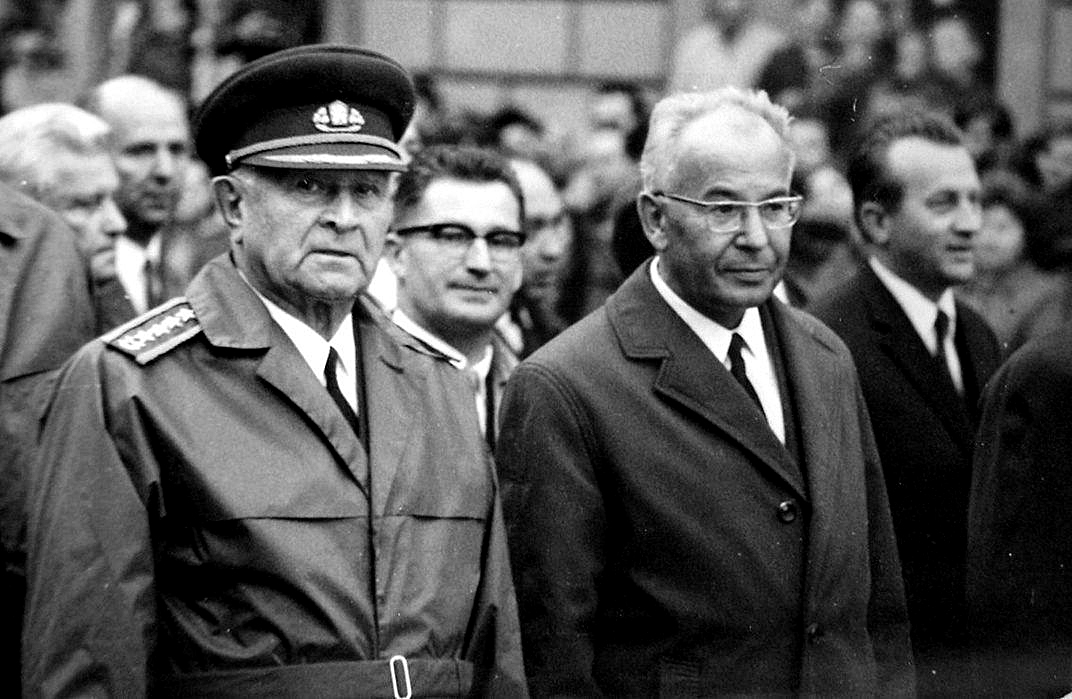
Ludvík Svoboda i Gustáv Husák w Bańskiej Bystrzycy w sierpniu 1969
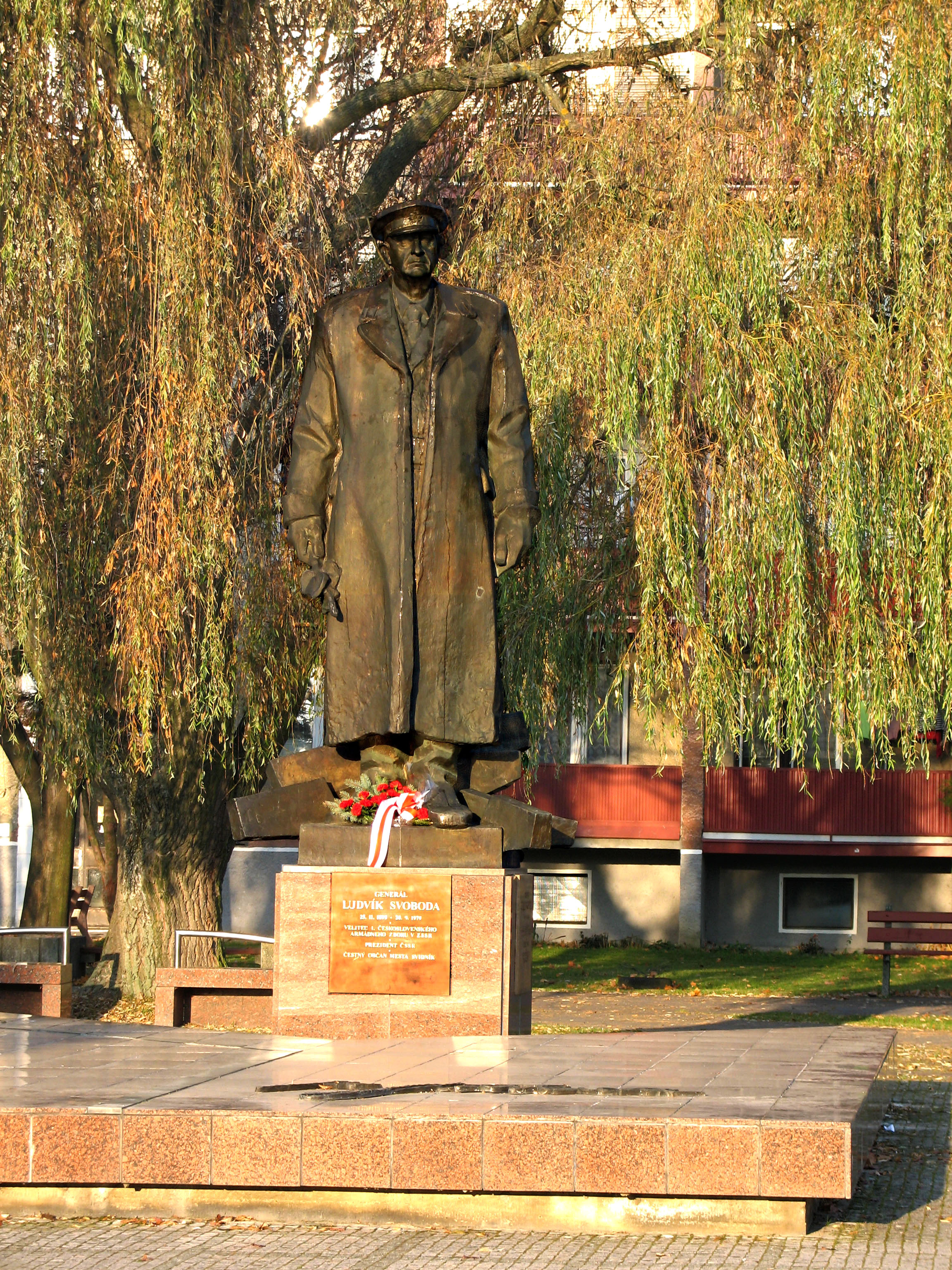
Pomnik Ludvíka Svobody na Placu Wolności w Svidníku
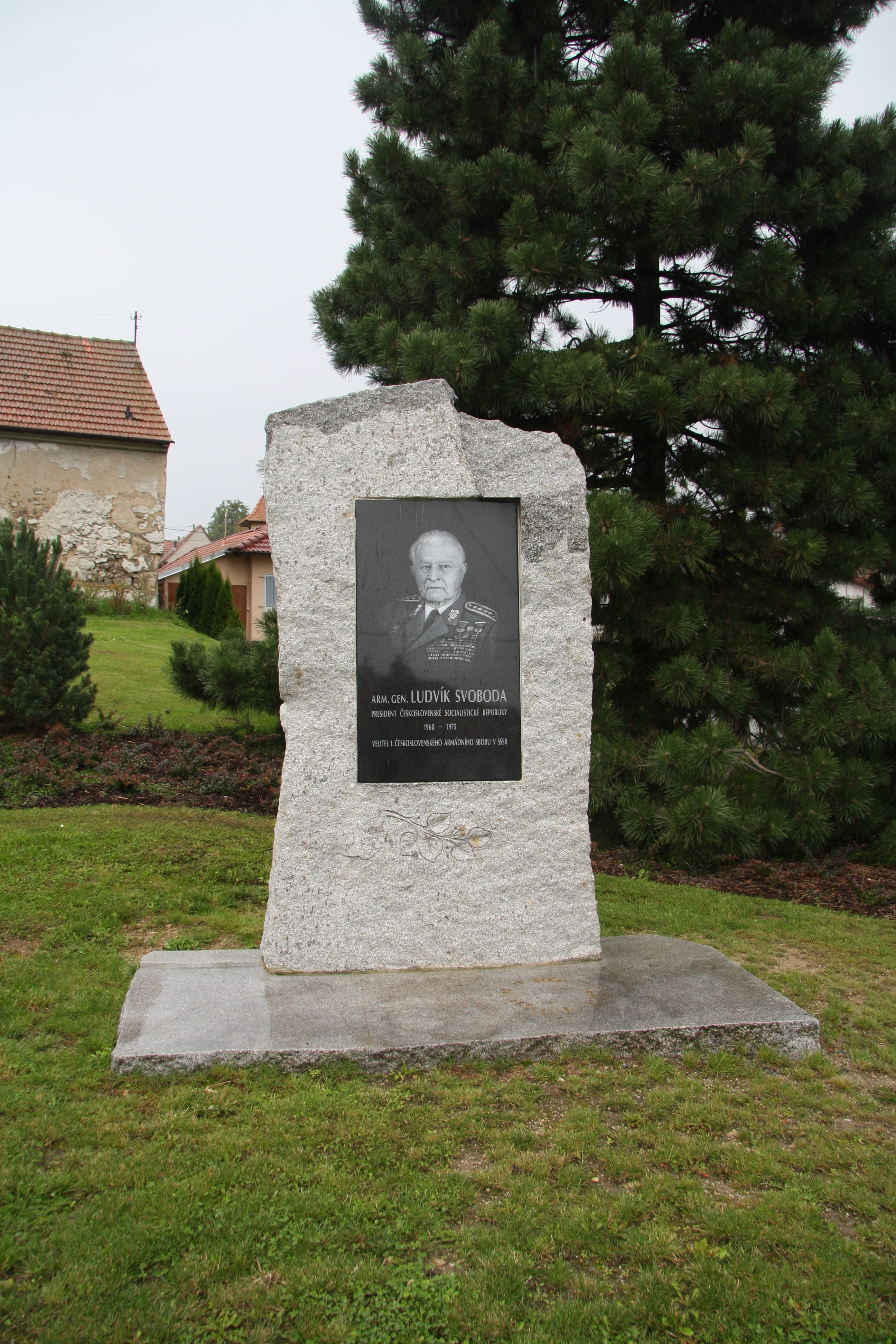
Pomnik Ludvíka Svobody w Hroznatínie
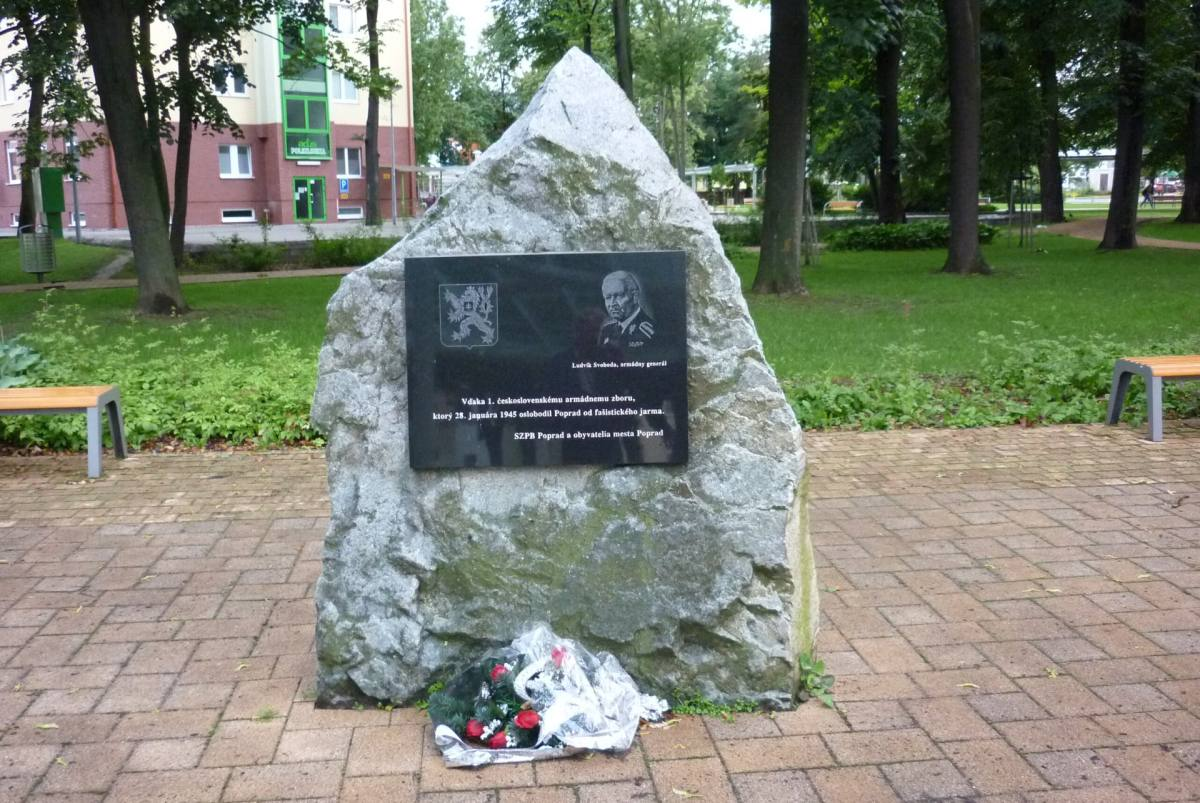
Kamień pamiątkowy poświęcony generałowi Svobodzie w Popradzie
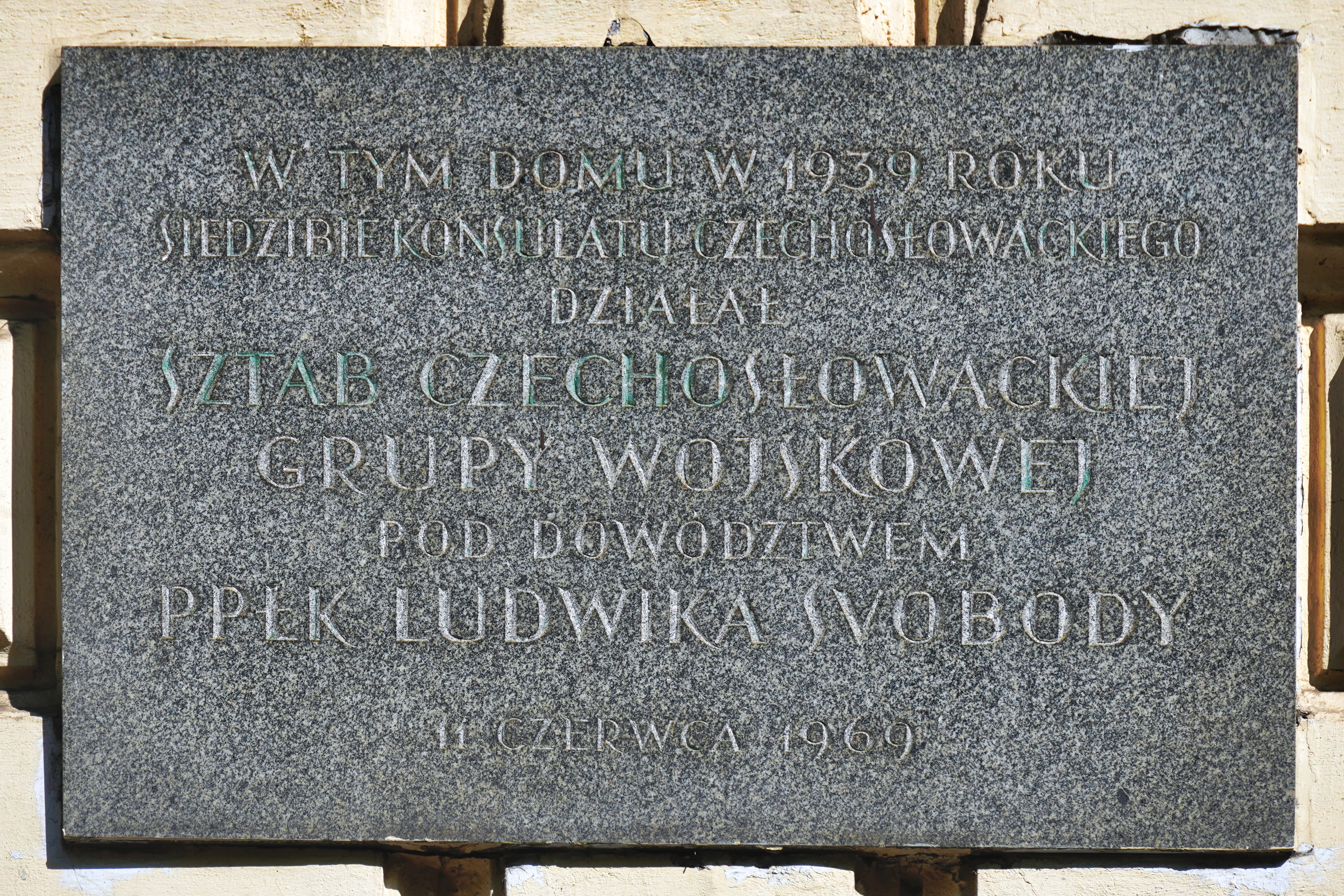
Tablica pamiątkowa poświęcona Ludvíkowi Svobodzie w elewacji kamienicy przy ul. Westerplatte 8 w Krakowie
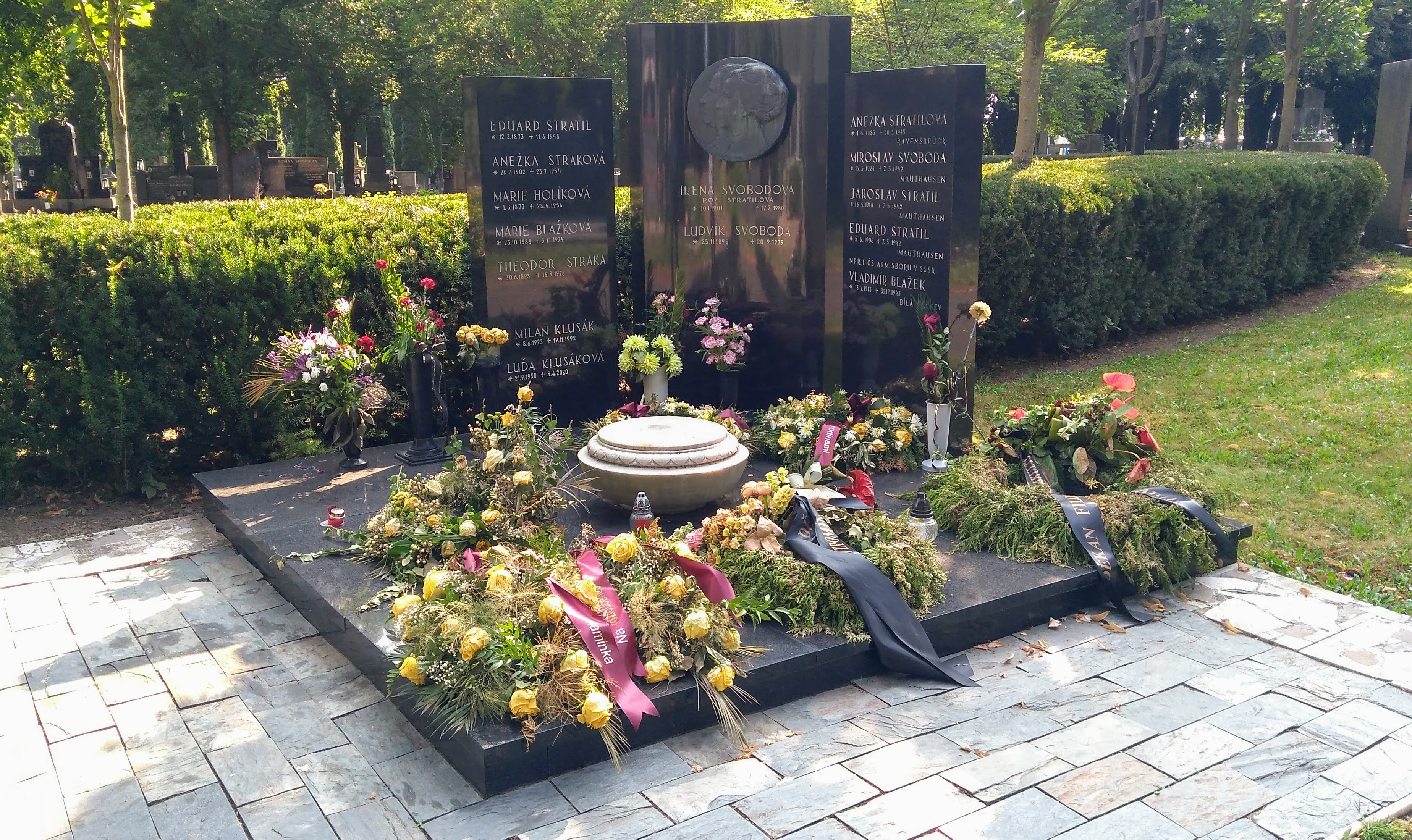
Grobowiec rodzinny, gdzie w 1993 zostały złożone szczątki Ludvíka Svobody